# Prescottia
Prescottia é um género botânico pertencente à família das orquídeas (Orchidaceae). Foi publicado por John Lindley, exsicata de Hooker, em Exotic flora 2: pl. 115., em 1824, ao descrever a Prescottia plantaginea Lindley, sua espécie tipo. O nome do gênero é uma homenagem ao inglês John Prescott, comerciante e coletor de plantas.
Cerca de trinta espécies terrestres, raramente epífitas ou rupícolas, compõem este gênero, distribuídas por toda a América Latina, sul da Florida e Caribe, entretanto a grande maioria das espécies encontra-se no Brasil, do nível do mar até três mil metros de altitude, em locais sombrios, nascendo em meio aos detritos vegetais que caem das árvores, ou sobre musgo acumulado em velhos troncos.
São espécies difícies de distinguir, mais para robustas, sem pseudobulbos, com raízes carnosas e fasciculadas, responsáveis pela preservação da planta, já que a parte visível seca após a floração. As folhas normalmente apresentam pecíolo, e muitas vezes são vistosas, brilhantes e coriáceas, formando uma roseta na base da planta. A longa inflorescência é apical e delgada, em regra densamente florida.
A característica mais prontamente visível deste gênero é o labelo de suas flores, muito carnoso e côncavo, lembrando uma pequena esfera, que se destaca muito pois as pétalas e sépalas são pequenas e recurvadas para trás. As flores normamente são desbotadas, verdes, brancas, rosadas ou amareladas.

## Espécies
1. Prescottia auyantepuiensis Carnevali & G.A.Romero, Orchids Venezuela, ed. 2: 1145 (2000).
2. Prescottia carnosa C.Schweinf., Fieldiana, Bot. 28(1): 173 (1951).
3. Prescottia cordifolia Rchb.f., Bonplandia (Hannover) 3: 66 (1855).
4. Prescottia densiflora (Brongn.) Lindl., Ann. Mag. Nat. Hist. 6: 53 (1841).
5. Prescottia epiphyta Barb.Rodr., Gen. Spec. Orchid. 1: 179 (1877).
6. Prescottia glazioviana Cogn., Fl. Bras. 3(4): 261 (1895).
7. Prescottia lancifolia Lindl., Gen. Sp. Orchid. Pl.: 453 (1840).
8. Prescottia leptostachya Lindl., Edwards's Bot. Reg. 22: t. 1915 (1836).
9. Prescottia lojana Dodson, Orquideologia 20: 108 (1996).
10. Prescottia microrhiza Barb.Rodr., Gen. Spec. Orchid. 1: 179 (1877).
11. Prescottia montana Barb.Rodr., Gen. Spec. Orchid. 1: 178 (1877).
12. Prescottia nivalis Barb.Rodr., Gen. Spec. Orchid. 2: 278 (1881).
13. Prescottia octopollinica Barb.Rodr., Gen. Spec. Orchid. 2: 277 (1881).
14. Prescottia oligantha (Sw.) Lindl., Gen. Sp. Orchid. Pl.: 454 (1840).
15. Prescottia ostenii Pabst, Bradea 3: 119 (1979).
16. Prescottia pellucida Lindl., Ann. Mag. Nat. Hist., III, 1: 335 (1858).
17. Prescottia petiolaris Lindl., Edwards's Bot. Reg. 22: t. 1915 (1836).
18. Prescottia phleoides Lindl., Gen. Sp. Orchid. Pl.: 453 (1840).
19. Prescottia plantaginea Lindl. in W.J.Hooker, Exot. Fl.: t. 115 (1824).
20. Prescottia polyphylla Porsch, Oesterr. Bot. Z. 55: 153 (1905).
21. Prescottia pubescens Barb.Rodr., Gen. Spec. Orchid. 1: 178 (1877).
22. Prescottia rodeiensis Barb.Rodr., Gen. Spec. Orchid. 2: 278 (1881).
23. Prescottia stachyodes (Sw.) Lindl., Edwards's Bot. Reg. 22: t. 1915 (1836).
24. Prescottia stricta Schltr., Repert. Spec. Nov. Regni Veg. 17: 269 (1921).
25. Prescottia tepuyensis Carnevali & C.A.Vargas, Lindleyana 11: 236 (1996).
26. Prescottia tubulosa (Lindl.) L.O.Williams, Bot. Mus. Leafl. 7: 137 (1939).
27. Prescottia villenarum Christenson, Orchids 71: 618 (2002).